# 盲派命理
盲派命理，亦稱盲派八字，屬於八字命學的其中一個派別，由於舊時多位盲人算命使用而得名。相傳盲派命理源於鬼谷子，專門只傳授盲人，不傳授明眼人的一種謀生的手段。後續因“夏仲奇”與“郝金陽”的算命故事而展露與坊間，也開始有明眼人得以傳承。盲派命理的特點是斷命快速而準驗，與其他的“格局派”以格局或“旺衰派”以日元旺衰決定人的層次不同，盲派較少關注日元旺衰或格局，所取的“用神忌神”概念也與子平八字截然不同。盲派主要的框架包含：“理法”，即數術的理數基礎，如陰陽干支，十神生克關係等；“象法”，即天干地支象，如官坐印表有官職等；“技法”，即盲人斷命時所積累的案例經驗，用形象的順口溜所組成類似數據庫一般的口訣，也是盲派命理中的精華所在。

## 三垣命理
三垣命理專門研究胎元、身宮和命宮（簡稱胎身命）。根據本命的四柱八字，計算另外三組干支，即胎身命，為命運增添額外的信息，令批斷更精細。

### 胎元
胎元表示命主的身體狀況。

計算方式：胎元的天干是八字的月干順推一位，而其地支是月支順推三位。

### 身宮
身宮表示命主的財運、工作等。

### 命宮
命宮表示命主的居住環境。

## 盲派神煞
次序：太歲、青龍、喪門、六合、官符、小耗、大耗、朱雀、白虎、貴神、吊客和病符。

以流年地支起太歲，並以十二地支的次序順序配上十二個盲派神煞，計算命局盲派神煞的組合，用以批斷流年所發生的事情。

盲派神煞性情：
- 太歲：（中性）壓力
- 青龍：（吉星）學業、事業、驛馬
- 喪門：（凶星）疾病、孝服
- 六合：（吉星）戀愛、人緣
- 官符：（中性）官非、錯失
- 小耗：（中性）喜慶、破財
- 大耗：（凶星）破財、壓力、意外
- 朱雀：（凶星）是非、小人
- 白虎：（凶星）車禍、災難、血光
- 貴神：（吉星）貴人、順利
- 吊客：（凶星）腸胃、孝服
- 病符：（凶星）疾病、孝服